# まんが日本絵巻
『まんが日本絵巻』（まんがにほんえまき）は、1977年10月5日から1978年9月27日までTBS系列局（一部を除く）で毎週水曜19時30分 - 20時00分に放送されていたテレビアニメである。ワールドテレビジョンとTBSの共同製作。全81話（全46回）。

## 概要
日本の歴史に登場する偉人・著名人・出来事を題材にした作品を放送。日本史のみならず落語の噺や浄瑠璃などの文学作品にも題材を求めているが、サブタイトルについては現代風にアレンジしている。30分で2つのエピソードを放送するのが原則だったが、1エピソードのみとなる回もあった。
プロ野球中継のある日は休止したが前年の同時間帯に放送した『みどころガンガン大放送』と異なり雨傘番組でも放送した。
2007年10月31日に本作を収録したDVD-BOX全11巻が発売された。2009年3月5日からはアニメシアターX（AT-X）で再放送されていた。
動画配信は2023年現在行っていない。

## スタッフ
- 原案 - 山中恒
- 総監督 - 石黒昇
- 監督 - 宇田川一彦
- プロデューサー - 大矢雅子、鈴野尚志（TBS）
- アシスタントプロデューサー - 小西侯久、野村和史
- 語り手 - フランキー堺
- 美術設定 - 西芳邦
- 題字 - 大谷栄昌
- 文芸制作 - 小西侯久、寺田憲史、其浦甚吾
- ぬえデザイン（第17回） - スタジオぬえ
- 音楽 - 増田豊
- 録音 - 赤塚不二夫
- 効果 - 安藤茂樹
- オーディオ演出 - 山田悦司
- 録音スタジオ - サウンドシティ
- 現像 - 東京現像所
- キャスティング協力 - 劇団すばる
- 製作協力 - 芙蓉企画、アニメルーム
- 製作 - ワールドテレビジョン、TBS

## 主題歌
第1回 - 第24回
オープニングテーマ「なんじゃらもんじゃら」
作詞 - たかたかし / 作曲 - 田山雅充 / 編曲 - クニ河内 / 歌 - 藤田淑子
エンディングテーマ「考えマーチ」
作詞 - 千家和也 / 作曲 - 田山雅充 / 編曲 - クニ河内 / 歌 - 藤田淑子
第25回 - 第46回
オープニングテーマ「フッフ夢・夢」
作詞・作曲 - 小泉まさみ / 編曲 - クニ河内 / 歌 - 田中星児、ムーン・ドロップス
エンディングテーマ「御免候」
作詞・作曲 - 小泉まさみ / 編曲 - クニ河内 / 歌 - 田中星児

## 放送リスト
| 回     | 放送日         | サブタイトル                              | 脚本       | 絵コンテ       | 演出       | 作画監督                  | キャスト |
| ------ | -------------- | ----------------------------------------- | ---------- | -------------- | ---------- | ------------------------- | --- |
| 第1回  | 1977年 10月5日 | 花の若武者 那須与一                       | 中原朗     | 吉田浩         | 高井戸仁   | トランス・プロヴィジョン  | 那須与一 - 田中正彦 那須与一（少年） - 吉田理保子 与一の父 - 加藤和夫 源義経 - 柴田昌                                                                         |
| 第1回  | 1977年 10月5日 | 母恋し 安寿と厨子王                       | 阿井洋平   | 環忍           | 環忍       | 芦田豊雄                  | 安寿 - 宗形智子 厨子王 - 大池育子 山椒大夫 - 内田稔 |
| 第2回  | 10月12日       | 岩見重太郎の怪獣ヒヒ退治                  | 高野丈邦   | 環忍           | 環忍       | 加藤政志                  | 岩見重太郎 - 吉水慶 きく / おしの - 大池育子 名主 - 石田太郎 名主の妻 - 山田早苗                                                                              |
| 第2回  | 10月12日       | 美しき女武者 巴御前                       | せきらん   | 環忍           | 環忍       | 富永貞義                  | 巴御前 - 吉田理保子 木曾義仲 - 石田太郎 木曾義仲（少年） - 中谷ゆみ 畠山重忠 - 吉水慶                                                                         |
| 第3回  | 10月19日       | 決闘!! 源頼光と酒呑童子                   | 田口成光   | こうたつま     | 棚橋一徳   | 前田康成                  | 源頼光 - 石田太郎 池田中納言 - 吉水慶 中納言の娘 - 宗形智子 酒呑童子 - 遠藤浩                                                                                 |
| 第3回  | 10月19日       | 笛の音悲し 平敦盛                         | 中村嘉子   | みわ三太       | 棚橋一徳   | 木村圭市郎                | 平敦盛 - 山口嘉三 奈緒 - 宗形智子 熊谷次郎直実 - 吉水慶 熊谷小次郎直家 - 牛山茂                                                                               |
| 第4回  | 10月26日       | わんぱく大将 日吉丸                       | 高野丈邦   | 出﨑哲         | 出﨑哲     | 獅子実                    | 日吉丸 - 石原由紀子 蜂須賀小六 - 石田太郎 日吉丸の姉 - 大池育子                                                                                               |
| 第4回  | 10月26日       | 悲しき舞姫 静御前                         | 阿井洋平   | こうたつま     | 高井戸仁   | 宇田川一彦                | 静御前 - 宗形智子 源義経 - 山口嘉三 源頼朝 - 遠藤浩 老僧 - 吉水慶                                                                                             |
| 第5回  | 11月2日        | ちえくらべ 曽呂利新左衛門                 | 高野丈邦   | 大関雅幸       | 棚橋一徳   | 小泉謙三                  | 曽呂利新左衛門 - 石田太郎 新左衛門の姉 - 大池育子 太閤秀吉 - 加藤和夫 勘定奉行 - 吉水慶                                                                       |
| 第5回  | 11月2日        | 象に乗った英雄 山田長政                   | 中原朗     | 環忍           | 長谷川康雄 | 飯山嘉昌                  | 山田長政 - 遠藤征慈 商人 - 西本裕行 城井久右衛門 - 吉水慶 シャム王 - 遠藤浩 シャム王女 - 大池育子                                                             |
| 第6回  | 11月9日        | おらんだおいね                            | 中村嘉子   | こうたつま     | 高井戸仁   | 羽根章悦                  | おいね - 北島マヤ おいねの母 - 山田早苗 二宮敬作 - 石田太郎 中山作之助 - 山口嘉三                                                                             |
| 第6回  | 11月9日        | 阿倍仲麻呂 母を想う                       | 中原朗     | 古沢日出夫     | 高井戸仁   | 田島実                    | 阿倍仲麻呂 - 北村総一郎 阿倍仲麻呂（少年） - 大池育子 仲麻呂の母 - 山田早苗 玄宗皇帝 - 吉水慶                                                                 |
| 第7回  | 11月16日       | 武者修行 塚原卜伝                         | 田口成光   | 後山高治       | 長谷川康雄 | 加藤政志                  | 塚原小太郎勝義（卜伝） - 石田太郎 カヨ - 大池育子 新之助 - 荒井智子 カヨの父 - 吉水慶 カヨの母 - 小沢紗季子                                                   |
| 第7回  | 11月16日       | 悲しい恋 皇女和宮                         | 田代淳二   | こうたつま     | 長谷川康雄 | 飯山嘉昌                  | 皇女和宮 - 宗形智子 皇女和宮（幼年） - 土井美加 新王 - 簗正昭 和宮の母・経子 - 小沢紗季子 朝廷の使者 - 吉水慶                                                 |
| 第8回  | 11月23日       | 俵藤太の大むかで退治                      | 中原朗     | 島田信行       | 棚橋一徳   | 中村たかし                | 俵藤太 - 山口嘉三 竜神の娘 - 宗形智子 竜神 - 遠藤浩 侍 - 荒木真一                                                                                             |
| 第8回  | 11月23日       | まぼろしの大横綱 雷電                     | 田口成光   | 環忍           | 棚橋一徳   | 安部正己                  | 雷電 - 石田太郎 谷風 - 吉水慶 甲浦 - 牛山茂 鬼嵐 - 遠藤浩 行司 - 荒木真一                                                                                     |
| 第9回  | 11月30日       | 黒潮に乗った冒険児 ジョン万次郎           | 田代淳二   | 環忍           | 環忍       | 来寿栄                    | ジョン万次郎 - 山口嘉三 万次郎の母 - 山田早苗 ホイットフィールド船長 - 遠藤浩 筆之丞 - 牛山茂 寅左衛門 - 関時男                                               |
| 第9回  | 11月30日       | 落城に散った愛 千姫                       | 中村嘉子   | 芦田豊雄       | 宍倉敏     | 芦田豊雄                  | 千姫 - 大池育子 千姫（7歳時） - 土井美加 豊臣秀頼 - 荒木真一 豊臣秀頼（11歳時） - 石原由紀子 徳川家康 - 石田太郎                                              |
| 第10回 | 12月7日        | 稲妻に吠える竜 名工左甚五郎               | 浅野禧満   | 四辻たかお     | 四辻たかお | 加藤茂                    | 左甚五郎 - 内田稔 甚五郎の弟子 - 牛山茂・関時男 宮司 - 遠藤浩                                                                                                 |
| 第10回 | 12月7日        | 三本の矢の教え 毛利元就                   | 田代淳二   | 安部行三       | 安濃高志   | 加藤政志                  | 毛利元就 - 石田太郎 松寿丸（元就の少年期） - 荒木真一 元就の母 - 山田早苗 元就の父 - 吉水慶                                                                   |
| 第11回 | 12月14日       | 忠臣蔵 大石主税                           | 中村嘉子   | 環忍           | 高井戸仁   | 宇田川一彦                | 大石主税 - 大和田獏 奈美 - 大池育子 大石内蔵助 - 加藤和夫 りく - 北島マヤ 吉良の隠密 - 石田太郎 奈美の父 - 吉水慶 奈美の母 - 山田早苗 侍 - 遠藤浩・荒木真一   |
| 第12回 | 12月21日       | 白鷺の舞い 出雲の阿国                     | 中原朗     | 山崎勝彦       | 長谷川康雄 | 飯山嘉昌                  | 出雲の阿国 - 宗形智子 阿国の父 - 石田太郎 阿国の母 - 小沢左生子 三郎 - 山口嘉三                                                                               |
| 第12回 | 12月21日       | 血染めの十字架 天草四郎                   | 中原朗     | こうたつま     | 高井戸仁   | 羽根章悦                  | 天草四郎時貞 - 山口嘉三 太一 - 石原由紀子 太一の母 - 小沢紗季子 村の長老 - 吉水慶                                                                             |
| 第13回 | 12月28日       | 少年 徳川吉宗                             | 鷺山京子   | みわ三太       | 長谷川康雄 | 阿尾四間勝己              | 源六（吉宗の少年時代） - 石原由紀子 加納五郎左衛門 - 西本裕行 美和 - 宗形智子 川上権太夫 - 遠藤浩                                                             |
| 第13回 | 12月28日       | フランキー落語 芝浜                       | 高野丈邦   | 山本寛純       | 山田幸弘   | 山本寛純 笹村聰太夫       | 話 - フランキー堺 政吉 - 増岡弘 およね - 京田尚子 |
| 第14回 | 1978年 1月11日 | 横綱 谷風梶之助                           | 田口成光   | みわ三太       | 安濃高志   | 加藤政志                  | 谷風 - 吉水慶 幸吉 - 遠藤浩 幸吉の母 - 山田早苗 弟子 - 牛山茂                                                                                                 |
| 第14回 | 1978年 1月11日 | 初荷のみかん船 紀伊国屋文左衛門           | 田代淳二   | 白土武         | 長谷川康雄 | 福田皖                    | 文左衛門 - 石田太郎 文左衛門の母 - 山田早苗 弥助 - 遠藤浩 平太 - 荒木真一                                                                                     |
| 第15回 | 1月18日        | 虎に乗った若武者 和藤内                   | せきらん   | 前田康成       | 安濃高志   | 前田康成                  | 和藤内 - 山口嘉三 小むつ - 宗形智子 鄭芝龍 - 吉水慶 栴檀皇女 - 土井美加                                                                                       |
| 第15回 | 1月18日        | 狂乱の炎 八百屋お七                       | せきらん   | 小田部羊一     | 長谷川康雄 | あんていろーぷ            | お七 - 宗形智子 お七の父 - 吉水慶 お七の母 - 山田早苗 吉三郎 - 山口嘉三                                                                                       |
| 第16回 | 1月25日        | この子らに愛を 聖母細川ガラシャ           | 中村嘉子   | 奥田誠治       | 長谷川康雄 | あんていろーぷ            | 細川ガラシャ - 北島マヤ 細川忠興 - 遠藤浩 清原マリア - 尾崎桂子 太助 - 石原由紀子                                                                             |
| 第17回 | 2月1日         | 妖怪ぬえ退治 源頼政                       | せきらん   | 前田康成       | 安濃高志   | 前田康成                  | 源頼政 - 石田太郎 花小路君麿 - 西本裕行 公卿 - 吉水慶・遠藤浩                                                                                                 |
| 第17回 | 2月1日         | 母のおもかげ 中山安兵衛                   | 田口成光   | みわ三太       | 長谷川康雄 | 久保園誠 池上鉄兵         | 中山安兵衛 - 石原由紀子 中山安太郎 - 吉水慶 みつ - 山田早苗 大黒屋 - 石田太郎                                                                                 |
| 第18回 | 2月8日         | 弥次さん喜多さん ズッコケ道中             | 高野丈邦   | 落合正宗       | 安濃高志   | 石井邦幸                  | 弥次さん - 石田太郎 喜多さん - 関時男 田舎者 - 遠藤浩 馬方 - 遠藤征慈                                                                                         |
| 第18回 | 2月8日         | 戦国の快男児 織田信長                     | 中村嘉子   | 福田皖         | 長谷川康雄 | 福田皖                    | 織田信長 - 遠藤征慈 平手政秀 - 吉水慶 土田御前 - 宗形智子 織田家家臣 - 遠藤浩                                                                                 |
| 第19回 | 2月15日        | 受験の神様 菅原道真                       | 中原朗     | 大関雅幸       | 環忍       | 小泉謙三                  | 菅原道真 - 小沢かおる 菅原道真（少年） - 東美江 道真の父 - 飯塚昭三 藤原時平 - 岡田道郎                                                                       |
| 第19回 | 2月15日        | ノミで掘ったトンネル 青の洞門             | 中原朗     | アベ正己       | 長谷川康雄 | アベ正己                  | 禅海 - 池田勝 中川寒之助 - 古谷徹 佐和 - 横沢啓子 |
| 第20回 | 2月22日        | 武蔵坊弁慶                                | 中原朗     | 奥田誠治       | 尾崎正善   | 飯村一夫                  | 鬼若弁慶 - 石田太郎 牛若丸 - 石原由紀子 源義経 - 山口嘉三 僧正 - 西本裕行 鬼若の父 - 遠藤浩 鬼若の母 - 宗形智子 富樫左衛門 - 吉水慶 僧 - 田中正彦・関時男     |
| 第21回 | 3月1日         | おひなさまのゴキブリ退治                  | 中原朗     | 芦田豊雄       | 宍倉敏     | 芦田豊雄                  | 笑い上戸 - 吉水慶 泣き上戸 - 石田太郎 怒り上戸 - 山口嘉三 男雛 - 遠藤浩                                                                                       |
| 第21回 | 3月1日         | 仇討ち哀れ 曽我兄弟                       | 阿井洋平   | 大空航         | 安濃高志   | 小国一和 グリーンボックス | 曾我五郎 - 宗形智子 曾我十郎（青年） - 柴田昌 曾我十郎（幼年） - 市川陽子 河津三郎祐泰 - 遠藤浩                                                               |
| 第22回 | 3月8日         | 海峡探検 間宮林蔵                         | 田口成光   | 芦田豊雄       | 野田拓実   | 芦田豊雄                  | 間宮林蔵 - 遠藤征慈 間宮林蔵（子供） - 石原由紀子 伝二郎 - 吉水慶 きよ - 北島マヤ                                                                             |
| 第22回 | 3月8日         | いとし子よ母は悲しい お市の方             | 田代淳二   | 堀池義治       | 堀池義治   | 黒川一雄                  | お市の方 - 北島マヤ 浅井長政 - 簗正昭 織田信長 - 吉水慶 家臣 - 遠藤征慈                                                                                       |
| 第23回 | 3月15日        | 落城に燃える母の愛 淀どの                 | 田代淳二   | こうたつま     | 高井戸仁   | 宇田川一彦                | 淀どの - 北村昌子 豊臣秀吉 - 石田太郎 茶々 - 北島マヤ |
| 第24回 | 3月22日        | さあ殺せ！ ナンチャッテ 一心太助          | 田口成光   | 昆進之介       | 出崎哲     | 獅子実                    | 一心太助 - 遠藤浩 大久保彦左衛門 - 石田太郎 おそめ - 土井美加 久助 - 荒木真一                                                                                 |
| 第24回 | 3月22日        | 黒髪に涙のしずく 建礼門院徳子             | 田代淳二   | こうたつま     | 安濃高志   | 玉沢武                    | 建礼門院徳子 - 宗形智子 源義経 - 山口嘉三 高倉帝 - 荒木真一 徳子の母 - 遊佐ナオコ                                                                             |
| 第25回 | 3月29日        | 太陽を射落せ！ 鎮西八郎為朝               | 中村嘉子   | 布川ゆうじ     | 長谷川康雄 | 福田皖                    | 鎮西八郎為朝 - 池水通洋 鎮西八郎為朝（幼年） - 土井美加 為義 - 石田太郎 城縫姫 - 宗形智子                                                                     |
| 第26回 | 4月12日        | ひよどり越えの逆襲 源義経                 | 田代淳二   | 家本泰         | 家本泰     | 小林慶輝                  | 源義経 - 山口嘉三 弁慶 - 石田太郎 平教経 - 遠藤浩 鷲尾三郎 - 荒木真一                                                                                         |
| 第26回 | 4月12日        | 哀れ！ 少年白虎隊                         | 田代淳二   | 飯山嘉昌       | 長谷川康雄 | 飯山嘉昌                  | 三郎 - 柴田昌 千鶴 - 尾崎桂子 市蔵 - 山口嘉三 哲次郎 - 簗正昭                                                                                                 |
| 第27回 | 4月19日        | フランキー落語 花見の仇討                 | 浅野禧満   | 山田幸弘       | 山田幸弘   | 山本寛純                  | 話 - フランキー堺 |
| 第27回 | 4月19日        | おさな子よ母を許して！ 常盤御前           | 中原朗     | 四辻たかお     | 四辻たかお | 小林慶輝                  | 常盤御前 - 北村昌子 平清盛 - 石田太郎 源義朝 - 遠藤浩 今若 - 久保田民絵                                                                                       |
| 第28回 | 4月26日        | 決闘!! 巌流島 武蔵と小次郎                | 中村嘉子   | 八尋旭         | 長谷川康雄 | 二宮常雄                  | 宮本武蔵 - 真夏竜 佐々木小次郎 - 三ツ木清隆 沢庵和尚 - 西本裕行 おしの - 宗形智子 兵法者 - 小山武宏 武芸者 - 山口嘉三                                         |
| 第29回 | 5月3日         | 孫悟空もドキッ!? 忍者猿飛佐助             | 出崎哲     | 四辻たかお     | 四辻たかお | 獅子実                    | 猿飛佐助 - 太田淑子 孫悟空 - 西本裕行 服部半蔵 - 石田太郎 |
| 第29回 | 5月3日         | 母さん死なないで！ 先代萩                 | 田代淳二   | こうたつま     | 高井戸仁   | 宇田川一彦                | 政岡 - 福田公子 八汐 - 北村昌子 鶴千代 - 太田淑子 千松 - 宗形智子                                                                                             |
| 第30回 | 5月17日        | アンタの負け！ 大相撲ヤマト場所           | 田口成光   | アベ正己       | 古川順康   | アベ正己                  | スクネ - 遠藤征慈 ケハヤ - 北村総一郎 村長 - 遠藤浩 ハナメ - 東野アヤ子                                                                                       |
| 第30回 | 5月17日        | 悲恋の舞姫 横笛                           | 筒井ともみ | 芦田豊雄       | 芦田豊雄   | 芦田豊雄                  | 横笛 - 尾崎桂子 時頼 - 北村総一郎 冷泉 - 小沢左生子 重景 - 柴田昌                                                                                             |
| 第31回 | 5月31日        | 逆襲!! 敵は本能寺 明智光秀                | 田代淳二   | 奥田誠治       | 長谷川康雄 | 前田康成                  | 明智光秀 - 松橋登 織田信長 - 加藤和夫 波多野秀治 - 小山武宏 光秀の母 - 久保田民絵 井手 - 小島光貴 森蘭丸 - 荒木真一 浪人 - 山本庄助                           |
| 第32回 | 6月7日         | 飛鳥の恋歌 額田王                         | 筒井ともみ | 八尋旭         | 古川順康   | アベ正己                  | 額田王 - 岡本茉利 大海人皇子 - 柴田昌 中大兄皇子 - 遠藤征慈 鏡王女 - 久保田民絵                                                                               |
| 第32回 | 6月7日         | 決戦川中島!! 信玄と謙信                   | 田口成光   | 前田康成       | 長谷川康雄 | 前田康成                  | 武田信玄 - 石田太郎 上杉謙信 - 小山武宏 武将 - 金尾哲夫・牛山茂                                                                                               |
| 第33回 | 6月14日        | 幕末の美剣士 沖田総司                     | 中村嘉子   | 奥田誠治       | 安濃高志   | 橋本恵美子                | 沖田総司 - 池田秀一 医師 - 西本裕行 浪人 - 北村総一郎 さなえ - 土井美加                                                                                       |
| 第33回 | 6月14日        | トンデルがま忍者 児雷也                   | 浅野禧満   | 四辻たかお     | 四辻たかお | 高木敏夫                  | 児雷也 - 荒木真一 袖下昧内 - 石田太郎 ベラ八 - 柴田昌 馬締鉄之介 - 山口嘉三 女修験者 - 宗形智子                                                               |
| 第34回 | 6月21日        | ピンクの鬼はサウスポー 渡辺綱             | 浅野禧満   | 野田拓実       | 野田拓実   | 野田拓実                  | 渡辺綱 - 遠藤浩 赤鬼 - 石田太郎 卜部季武 - 簗正昭 老婆 - 久保田民絵                                                                                           |
| 第34回 | 6月21日        | 海を引裂く竜神の剣 新田義貞               | 中村嘉子   | 日下部光雄     | 尾崎正善   | 飯村一夫                  | 新田義貞 - 加藤和夫 義助 - 荒木真一 役人 - 北村総一郎 武将 - 石田太郎                                                                                         |
| 第35回 | 6月28日        | 敵は幾万ありとても 智将・楠木正成         | 吉田義昭   | 八尋旭         | 長谷川康雄 | 二宮常雄                  | 楠木正成 - 北村総一郎 北条軍大将 - 遠藤征慈 坊門清忠 - 吉水慶 楠木正季 - 簗正昭 藤原藤房 - 小山武宏 後醍醐天皇 - 小島光貴 兵士 - 御友重和                     |
| 第36回 | 7月5日         | 雨よ降れ！ 風よ吠えろ!! 桶狭間の合戦      | 中村嘉子   | 八尋旭         | 長谷川康雄 | 飯山嘉昌                  | 織田信長 - 北村総一郎 今川義元 - 西本裕行 重臣 - 小島光貴 使者 - 金尾哲夫                                                                                     |
| 第36回 | 7月5日         | 「紫式部」と「源氏物語」                  | 田代淳二   | つのだとしたか | 宍倉敏     | 芦田豊雄                  | 紫式部 - 久保田民絵 紫式部（幼年） - 土井美加 藤原為時 - 吉水慶 藤原宣孝 - 山口嘉三                                                                           |
| 第37回 | 7月12日        | 花のお江戸の発明王 平賀源内               | 浅野禧満   | 家本泰         | 家本泰     | 加藤誠一                  | 平賀源内 - 西本裕行 大黒屋主人 - 石田太郎 お玉 - 宗形智子 長助 - 久保田民絵 お梅 - 土井美加                                                                   |
| 第37回 | 7月12日        | 中江藤樹の母                              | 田代淳二   | 出崎哲         | 出崎哲     | 沼尻東                    | 藤太郎 - 土井美加 市 - 山田早苗 徳左衛門 - 石田太郎 八重 - 市川陽子 少年 - 向井恵子                                                                           |
| 第38回 | 7月19日        | ふりむくな！ 走れ 土方歳三                | 田口成光   | アベ正己       | 長谷川康雄 | アベ正己                  | 土方歳三 - 北村総一郎 近藤勇 - 石田太郎 市村鉄之助 - 柴田昌 侍 - 加藤和夫                                                                                     |
| 第38回 | 7月19日        | 恐怖の爪あと 鍋島化猫騒動                 | 筒井ともみ | 日下部光雄     | 安濃高志   | 加藤政志                  | 鍋島勝茂 - 吉水慶 とよ - 北島マヤ 本右衛門 - 柴田昌 |
| 第39回 | 7月26日        | 熱血の反逆児・平将門                      | 中原朗     | 奥田誠治       | 安濃高志   | 二宮常雄                  | 平将門 - 北村総一郎 藤原忠平 - 稲垣昭三 平貞盛 - 遠藤征慈 平国香 - 吉水慶 桔梗 - 尾崎桂子 元介 - 関時男 綾小路君麿 - 遠藤浩 役人 - 大貫一孝 従士 - 日和田春生 |
| 第40回 | 8月2日         | 若き日の剣豪 柳生十兵衛                   | 田口耕三   | 前田康成       | 長谷川康雄 | 前田康成                  | 柳生十兵衛 - 井上真樹夫 柳生宗矩 - 吉水慶 みつ - 久保田民絵 琴 - 土井美加                                                                                     |
| 第40回 | 8月2日         | 初恋じゃじゃ馬娘 お染久松                 | 筒井ともみ | 井上和夫       | 出崎哲     | 井上和夫                  | お染 - 宗形智子 久松 - 小島光貴 弥忠太 - 大貫一孝 やさの助 - 柴田昌                                                                                           |
| 第41回 | 8月16日        | 弥次さん喜多さん ハラペコ道中             | 浅野禧満   | 四辻たかお     | 四辻たかお | 清山滋崇                  | 弥次 - 石田太郎 喜多 - 関時男 浪人 - 吉水慶 森の石松 - 柴田昌                                                                                                 |
| 第41回 | 8月16日        | 壮絶!! 白鯨の復しゅう くじらとり与五郎    | 筒井ともみ | 山谷光和       | 安濃高志   | アベ正己                  | 与五郎 - 北村総一郎 母くじら - 小沢左生子 漁師 - 吉水慶・関時男                                                                                               |
| 第42回 | 8月30日        | 最後に笑った男 徳川家康                   | 田代淳二   | 奥田誠治       | 安濃高志   | 二宮常雄                  | 徳川家康 - 石田太郎 織田信長 - 吉水慶 豊臣秀吉 - 稲垣昭三 竹千代 - 尾崎桂子 淀 - 久保田民絵                                                                   |
| 第43回 | 9月6日         | 釜ゆでなんかこわくない！ 石川五右衛門     | 田口成光   | 野田拓実       | 野田拓実   | 野田拓実                  | 石川五右衛門 - 荒木真一 百地三太夫 - 西本裕行 豊臣秀吉 - 吉水慶 石田三成 - 関時男                                                                             |
| 第43回 | 9月6日         | ひえつき哀歌 鶴富姫と大八郎               | 中村嘉子   | みわ三太       | 四辻たかお | 清山滋崇                  | 鶴富姫 - 北島マヤ 那須大八郎 - 中尾隆聖 平能将 - 北村総一郎 老人 - 吉水慶                                                                                     |
| 第44回 | 9月13日        | 忍法たぬき寝入り 三河狸小太郎             | 田口耕三   | 宍倉敏         | 宍倉敏     | 江古田豊                  | 小太郎 - 太田淑子 おじいさん - 吉水慶 利助 - 関時男 鬼造 - 小山武宏                                                                                           |
| 第44回 | 9月13日        | 嵐をひき裂く恋の稲妻 北条政子             | 筒井ともみ | 八尋旭         | 安濃高志   | 飯山嘉昌                  | 北条政子 - 宗形智子 源頼朝 - 柴田昌 政子の父 - 吉水慶 政子の母 - 久保田民絵                                                                                   |
| 第45回 | 9月20日        | 独占！ 長短槍試合完全実況中継・木下藤吉郎 | 田口成光   | 安濃高志       | 安濃高志   | アベ正己                  | 木下藤吉郎 - 吉水慶 上島主水 - 石田太郎 織田信長 - 小山武宏 足軽 - 関時男                                                                                     |
| 第45回 | 9月20日        | 引き裂かれた恋 哀れ唐人お吉               | 田代淳二   | つのだとしたか | 高井戸仁   | 江古田豊                  | お吉 - 宗形智子 鶴松 - 小山武宏 伊佐信次郎 - 柴田昌 お吉の父 - 小島光貴                                                                                       |
| 第46回 | 9月27日        | 復しゅうに燃える玄海の勇者 百合若大臣     | 田代淳二   | 八尋旭         | 安濃高志   | 楠田悟                    | 百合若 - 北村総一郎 春日姫 - 久保田民絵 介 - 吉水慶 万寿 - 尾崎桂子 別府太郎 - 石田太郎 別府次郎 - 小島光貴 下男頭 - 伊東知則 使者 - 山本庄助                 |

## 放送局
※放送日時は1978年9月終了時点（秋田テレビ・山形テレビ・テレビ信州・北陸放送・福井テレビについては本放送終了後に放送された日時）、放送系列は放送当時のものとする。
| 放送対象地域   | 放送局       | 放送日時           | 放送系列                              | 備考                                              |
| -------------- | ------------ | ------------------ | ------------------------------------- | ------------------------------------------------- |
| 関東広域圏     | 東京放送     | 水曜 19:30 - 20:00 | TBS系列                               | 製作局、現・TBSテレビ。                           |
| 北海道         | 北海道放送   | 水曜 19:30 - 20:00 | TBS系列                               |                                                   |
| 青森県         | 青森テレビ   | 水曜 19:30 - 20:00 | TBS系列                               |                                                   |
| 岩手県         | 岩手放送     | 水曜 19:30 - 20:00 | TBS系列                               | 現・IBC岩手放送。                                 |
| 宮城県         | 東北放送     | 水曜 19:30 - 20:00 | TBS系列                               |                                                   |
| 福島県         | 福島テレビ   | 水曜 19:30 - 20:00 | TBS系列 フジテレビ系列                |                                                   |
| 静岡県         | 静岡放送     | 水曜 19:30 - 20:00 | TBS系列                               |                                                   |
| 中京広域圏     | 中部日本放送 | 水曜 19:30 - 20:00 | TBS系列                               | 現・CBCテレビ。                                   |
| 近畿広域圏     | 毎日放送     | 水曜 19:30 - 20:00 | TBS系列                               |                                                   |
| 島根県・鳥取県 | 山陰放送     | 水曜 19:30 - 20:00 | TBS系列                               |                                                   |
| 岡山県         | 山陽放送     | 水曜 19:30 - 20:00 | TBS系列                               | 現・RSK山陽放送。当時の放送対象地域は岡山県のみ。 |
| 広島県         | 中国放送     | 水曜 19:30 - 20:00 | TBS系列                               |                                                   |
| 山口県         | テレビ山口   | 水曜 19:30 - 20:00 | TBS系列 フジテレビ系列 テレビ朝日系列 |                                                   |
| 高知県         | テレビ高知   | 水曜 19:30 - 20:00 | TBS系列                               |                                                   |
| 福岡県         | RKB毎日放送  | 水曜 19:30 - 20:00 | TBS系列                               |                                                   |
| 長崎県         | 長崎放送     | 水曜 19:30 - 20:00 | TBS系列                               |                                                   |
| 大分県         | 大分放送     | 水曜 19:30 - 20:00 | TBS系列                               |                                                   |
| 宮崎県         | 宮崎放送     | 水曜 19:30 - 20:00 | TBS系列                               |                                                   |
| 鹿児島県       | 南日本放送   | 水曜 19:30 - 20:00 | TBS系列                               |                                                   |
| 沖縄県         | 琉球放送     | 水曜 19:30 - 20:00 | TBS系列                               |                                                   |
| 秋田県         | 秋田テレビ   | 水曜 17:00 - 17:30 | フジテレビ系列                        | 本放送終了後、1979年 - 1980年頃に放送。           |
| 山形県         | 山形テレビ   | 火曜 16:30 - 17:00 | フジテレビ系列 テレビ朝日系列         | 本放送終了後、1979年頃に放送。                    |
| 石川県         | 北陸放送     | 木曜 17:30 - 18:00 | TBS系列                               | 本放送終了後、1980年頃に放送。                    |
| 長野県         | テレビ信州   | 日曜 7:00 - 7:30   | 日本テレビ系列 テレビ朝日系列         | 本放送終了後、1984年頃に放送。                    |
| 福井県         | 福井テレビ   | 金曜 17:25 - 17:55 | フジテレビ系列                        | 本放送終了後、1979年 - 1980年頃に放送。           |

## 関連書籍
- まんが日本絵巻 全3巻（1977年 / 著者 - 酒井伸章 / 出版社 - 東邦出版社）[12]
- テレビ名作えほん まんが日本絵巻（1978年 / 企画・構成 - 赤井鬼介 / 出版社 - 講談社）[13]
- ミニまんが日本絵巻 全10巻（1978年順次発売 / 監修 - 山中恒 / 出版社 - TBSブリタニカ）[14]